# Mexicaanse algemene verkiezingen 1997
Op zondag 6 juli 1997 vonden er in Mexico parlementsverkiezingen plaats. Er werd gestemd voor 500 leden voor de kamer van afgevaardigden. Wegens een hervorming van het kiessysteem werd ook gekozen voor 32 van de 128 leden van de Kamer van Senatoren, hoewel senaatsverkiezingen normaliter slechts om de zes jaar, gelijk met presidentsverkiezingen, plaatsvinden
De verkiezingen vonden plaats onder het presidentschap van Ernesto Zedillo en vormden een graadmeter voor diens democratische hervormingsprogramma. De verwachtingen bleken ingelost te worden; voor het eerst sinds haar oprichting in 1929 verloor de Institutioneel Revolutionaire Partij (PRI) de absolute meerderheid in de Kamer van Afgevaardigden. De PRI ging terug van 300 zetels die de partij bij de verkiezingen in 1994 behaalde naar 239, iets minder dan de helft van de 500-zetels tellende kamer, maar bleef wel de grootste. Grote winnaar was de linkse Partij van de Democratische Revolutie (PRD), die van 71 naar 125 ging terwijl PRD-kandidaat Cuauhtémoc Cárdenas de gelijktijdige burgemeesterverkiezingen in Mexico-Stad, de eerste sinds 1928, wist te winnen. De conservatieve Nationale Actiepartij (PAN) ging van 119 naar 121. De overige zetels gingen naar de Groene Ecologische Partij van Mexico (PVEM) en de Partij van de Arbeid. De radicaal-linkse Cardenistische Partij (PC) en de Socialistische Volkspartij (PPS) en de radicaal-rechtse Mexicaanse Democratische Partij (PDM), die in 1994 al geen zetels hadden gehaald en hun erkenning hadden verloren maar die op tijd wisten te herwinnen, wisten opnieuw geen zetels te halen en verdwenen geruisloos van het politieke toneel. Na de verkiezingen kwamen de PRD, PAN, PVEM en PT, tot grote onvrede van de PRI, overeen PRD-afgevaardigde Porfirio Muñoz Ledo tot voorzitter van het congres te kiezen, de eerste oppositiepoliticus met die functie.

## Officiële uitslagen

### Kamer van Afgevaardigden
| Partij/Alliantie                            | Zetels | Percentage |
| ------------------------------------------- | ------ | ---------- |
| Nationale Actiepartij (PAN)                 | 121    | 26,62%     |
| Institutioneel Revolutionaire Partij (PRI)  | 239    | 39,11%     |
| Socialistische Volkspartij (PPS)            | 0      | 0,34%      |
| Mexicaanse Democratische Partij (PDM)       | 0      | 0,66%      |
| Cardenistische Partij (PC)                  | 0      | 1,12%      |
| Partij van de Democratische Revolutie (PRD) | 125    | 25,71%     |
| Groene Ecologische Partij van Mexico (PVEM) | 6      | 3,72%      |
| Partij van de Arbeid (PT)                   | 7      | 2,59%      |
| Onafhankelijke kandidaten                   | 2      | 1,40%      |

### Kamer van Senatoren
NB: het zetelaantal tussen haakjes is inclusief de in 1994 al behaalde zetels
| Partij/Alliantie                            | Zetels  | Percentage |
| ------------------------------------------- | ------- | ---------- |
| Nationale Actiepartij (PAN)                 | 9 (33)  | 26,90 %    |
| Institutioneel Revolutionaire Partij (PRI)  | 13 (77) | 38,50%     |
| Socialistische Volkspartij (PPS)            | 0 (0)   | 0,33%      |
| Mexicaanse Democratische Partij (PDM)       | 0 (0)   | 0,66%      |
| Cardenistische Partij (PC)                  | 0 (0)   | 1,14%%     |
| Partij van de Democratische Revolutie (PRD) | 8 (16)  | 25,84%     |
| Groene Ecologische Partij van Mexico (PVEM) | 1 (1)   | 4,03%      |
| Partij van de Arbeid (PT)                   | 1 (1)   | 2,54%      |
| Onafhankelijke kandidaten                   | 0 (0)   | 0,06%      |

1917 · 1920 · 1922 · 1924 · 1926 · 1928 · 1929 · 1930 · 1932 · 1934 · 1937 · 1940 · 1943 · 1946 · 1949 · 1952 · 1955 · 1958 · 1961 · 1964 · 1967 · 1970 · 1973 · 1976 · 1979 · 1979 · 1982 · 1985 · 1988 · 1991 · 1994 · 1997 · 2000 · 2003 · 2006 · 2009 · 2012 · 2015 · 2018 · 2021 · 2024 · 2027